# Яценко Яніна Яківна
Яніна Яківна Яценко (нар. 31 травня 1926; Ставище Київської області) — засновник та забудовник Полтавського дендропарку, автор проекту «Парк на полі Полтавської битви», дендролог.

## Біографія
Народилася 31 травня 1926 р. у містечку Ставище Київської області, зростала у Полтаві. Батько, відомий селекціонер, кандидат сільськогосподарських наук Яценко Яків Лукич, працював на Полтавській сільськогосподарській дослідній станції.
У 1950 році закінчила факультет плодоовочівництва Харківського сільськогосподарського інституту. До 1955 р. працювала у Вінниці у школі із підготовки голів колгоспів, а у 1955 р. почала викладати курси «Лісівництво і
лісомеліорація» та «Овочівництво» у Полтавському сільськогосподарському технікумі. У 1960—1963 рр. заочно навчалася на педагогічному факультеті Московської сільськогосподарської академії імені К. А. Тімірязєва.
У квітні 1962 р. Я. Я. Яценко переходить на роботу до райбудуправління з озеленення інженером щойно створеного парку на «Полі Полтавської битви». Як інженера дендропарку, спроектувала дендрологічну частину цього об'єкту на площі понад 100 га, консультуючись із дендрологом Леонідом Рубцовим.
Полтавський дендропарк має найбагатшу за видовим складом дендрофлору серед пам’яток парків-пам’яток садово-паркового мистецтва Полтавщини. Всього там росте 243 види кущів, дерев, трав та квітів. Вони збиралися по всій Україні під керівництвом Яніни Яценко.
З 1964 р. працює у міськкомунгоспі інженером із благоустрою, де завідує сектором озеленення всього обласного центру. З 1977 року, коли Полтавський міський парк став заповідним, Яніна Яценко працює його дендрологом. З цієї посади пішла на пенсію у 1990 р.
Після виходу на пенсію Яніна Яківна створила великий архів парку, де написана його історія, список рослин, кількість видів, та як за ними необхідно доглядати. Його зараз зберігають у Полтавському краєзнавчому музеї.

## Нагороди
- У 1987 р. за участь у конкурсі «Раціональне озеленення — елемент комплексного благоустрою міста» парк був нагороджений Дипломом ВДНГ СРСР ІІ ступеня, а його дендролог Яніна Яценко отримала срібну медаль.
- У 2011 р. Яніна Яківна отримала міжнародну відзнаку від Фундації Жака Роше «Земля Жінок» («Terre de Femmes»).[4]
- 2011 року Яніна Яківна була нагороджена відзнакою Полтавського міського голови І ступеня.